# Sottoprefettura di Hiyama
La sottoprefettura di Hiyama (檜山支庁, Hiyama-shichō?) è una sottoprefettura della prefettura di Hokkaidō, Giappone. Ha un'area di 2.630 chilometri quadrati e una popolazione di 48.138 abitanti al 2005. È stata fondata nel 1897.

## Geografia fisica

### Città
Nella sottoprefettura non sono presenti città.

### Distretti
- Distretto di Hiyama
  - Assabu
  - Esashi (capoluogo)
  - Kaminokuni
- Distretto di Kudō
  - Setana
- Distretto di Nishi
  - Otobe
- Distretto di Okushiri
  - Okushiri
- Distretto di Setana
  - Imakane